# Principatul Reuss-Greiz
Principatul Reuss-Greiz, după 1848 Principatul Reuss Linia Majoră, a fost un stat al Sfântului Imperiu Roman, Confederației Rinului, Confederației Germane și al Confederației Germane de Nord. Era aflat pe teritoriul Germaniei de astăzi. A fost condus de Casa de Reuss.